# Свършихме ли вече?
„Свършихме ли вече?“ (на английски: Are We Done Yet?) е американска семейна комедия от 2007 г. на режисьора Стийв Кар по сценарий на Ханк Нелкен с участието на Айс Кюб, Ния Лонг, Джон Макгинли, Алиша Алън и Филип Даниел Болдън. Филмът е римейк на комедийния филм Mr. Blandings Builds His Dream House от 1948 г. с участието на Кари Грант и продължение на „Кога ще пристигнем?“ от 2005 г. Той е продуциран от „Революшън Студиос“ и „РКО Пикчърс“ и е разпространен от „Кълъмбия Пикчърс“.